# Tetragoneura spinata
Tetragoneura spinata är en tvåvingeart som beskrevs av Edwards 1932. Tetragoneura spinata ingår i släktet Tetragoneura och familjen svampmyggor. Inga underarter finns listade i Catalogue of Life.